# Marvel Stadion

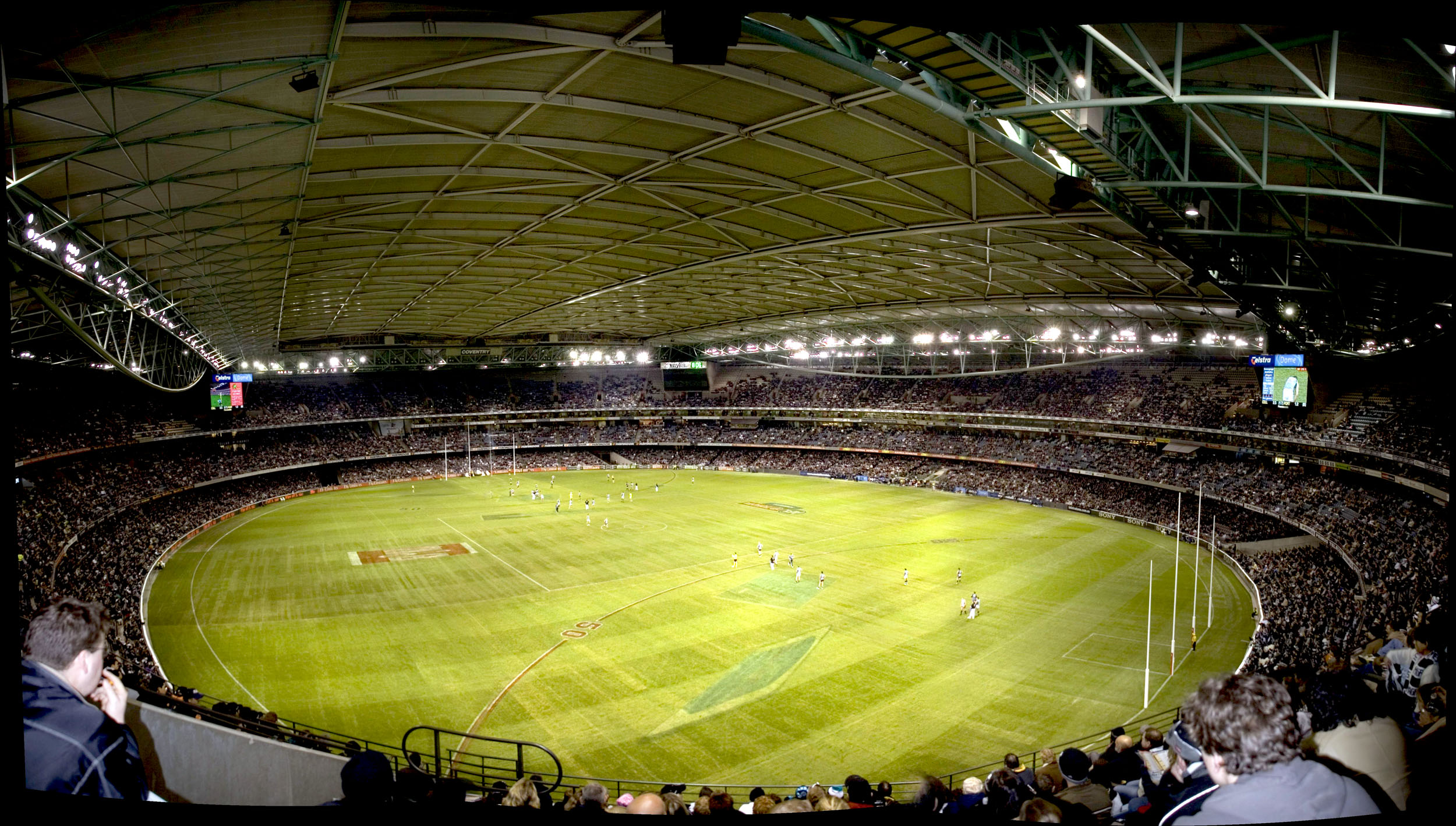
A stadion belülről

A Marvel Stadion vagy Docklands Stadion (korábbi szponzorációs nevein Etihad Stadion, Colonial Stadion, illetve Telstra Dome) többcélú sport- és szórakoztató központ az ausztráliai Melbourne belvárosi Docklands negyedében.
Eredetileg a Waverley Park ausztrálfutball-stastadion kiváltására tervezték, fő profilja ma is ausztrálfutball-mérkőzések rendezése. Az első vonalbeli klubok közül bérlője a Carlton, az Essendon, a North Melbourne, a St Kilda és a Western Bulldogs. Itt van az Ausztrál Futball Liga (AFL) központja és az építési szerződés alapján 2025-ig a pálya tulajdonosa az AFL. Szintén itt van a Seven Network televíziós hálózat központja.
A stadion más sportágak otthona is. Rendszeresen rendeznek az Etihadban labdarúgómérkőzéseket (mint a Melbourne Victory FC nagy nézőszámú meccseit). Esetenként vannak itt krikett-, ligarögbi- és uniósrögbi-összecsapások, valamint egyéb rendezvények, például koncertek is.
Építése 1997 októberében kezdődött meg (ekkor még Victoriai Stadion néven) és 2000-ben fejeződött be. A stadion 2000. március 9-én nyílt meg. Az építkezés költsége 460 millió ausztrál dollár volt. A stadion tulajdonosa a James Fielding Funds Management, működtetője a Melbourne Stadiums Limited Access One.
Befogadóképessége 56 347 fő, az ülőhelyek száma 53 359.
Kezdettől viták övezik és sok kritikát kap, különösen a fő bérlő AFL-től. Az AFL és a stadiontulajdonos közt perekkel fűszerezett viszály alakult ki; az AFL még azt is kilátásba helyezte, hogy a komplexumtól kevesebb mint egy kilométerre új stadiont épít.

## Fordítás
Ez a szócikk részben vagy egészben  a   Docklands Stadium című angol Wikipédia-szócikk ezen változatának fordításán alapul.  Az eredeti cikk szerkesztőit annak laptörténete sorolja fel. Ez a jelzés csupán a megfogalmazás eredetét és a szerzői jogokat jelzi, nem szolgál a cikkben szereplő információk forrásmegjelöléseként.